# Université andine Simón-Bolívar
L'université andine Simón-Bolívar (Universidad Andina Simón Bolívar) (UASB) est une université de troisième cycle fondée en 1985 et dont le siège est à Sucre, en Bolivie.
Elle possède des sièges nationaux à Quito, en Équateur (depuis 1992) et à Caracas, au Venezuela (depuis 2005), ainsi que des bureaux régionaux à Bogota, en Colombie et à La Paz, en Bolivie. 

## Anciens élèves
- Gabriela Alemán
- Diana Salazar Méndez